# Pirin (miejscowość)
Pirin (bułg. Пирин) – wieś w Bułgarii, w obwodzie Błagojewgrad, w gminie Sandanski. Według Ujednoliconego Systemu Ewidencji Ludności oraz Usług Administracyjnych dla Ludności, 15 marca 2016 roku miejscowość liczyła 169 mieszkańców.

## Zabytki
- Cerkiew św. Mikołaja z 1885 roku
- Kaplica Ducha Świętego
- Jaskinia Zmejowa dupka
- Jaskinia Jaworowa dupka

## Osoby związane z miejscowością
- Sestri Biserowi – bułgarskie trio operowe
- Dimityr Popstoew – bułgarski neurolog